# Kristin Armstrongová
Kristin Armstrongová (* 11. srpna 1973, Memphis, Tennessee, USA) je bývalá americká]reprezentantka v silniční cyklistice.
Jako jediná dokázala vyhrát individuální časovku na olympijských hrách třikrát po sobě (2008, 2012 a 2016). Je také dvojnásobnou mistryní světa v časovce z let 2006 a 2009. Čtyřikrát se stala mistryní USA v individuální časovce (2005, 2006, 2007 a 2015) a jednou v závodě s hromadným startem (2004). Má rovněž bronzovou medaili z časovky žen na Panamerických hrách 2003. Vyhrála v ženské kategorii etapové závody International Tour de Toona (2006 a 2007), Tour of the Gila (2006, 2009 a 2012) a Sea Otter Classic (2005 a 2011).
Pochází z rodiny důstojníka námořní pěchoty, která se často stěhovala, střední školu absolvovala na Okinawě. Vystudovala sportovní fyziologii na University of Idaho. Původně se věnovala na vrcholové úrovni plavání a triatlonu, na cyklistiku se zaměřila až ve věku 27 let, kdy jí lékaři diagnostikovali osteoartrózu a zakázali běhání. Je vdaná, má syna Lucase (v letech 2009 až 2011 přerušila cyklistickou kariéru kvůli mateřství). Po vítězství na olympiádě 2016, jehož dosáhla těsně před 43. narozeninami, přestala závodit a stala se manažerkou organizace USA Cycling.
S Kristin Armstrongovou, která je manželkou Lance Armstronga, jsou pouze jmenovkyně.